# Sylwester (Olszewski)
Sylwester, imię świeckie Justin Lwowicz Olszewski (ur. 19 maja?/31 maja 1860 w Kosownie, zm. 13 lutego 1920 w Omsku) – rosyjski biskup prawosławny.

## życiorys
W 1883 ukończył seminarium duchowne w Kijowie, zaś w 1887 – Kijowską Akademię Teologiczną. Od 1889 do 1890 był misjonarzem zatrudnionym w eparchii kijowskiej. Następnie przez dwa lata pracował w Połtawie jako wykładowca w miejscowym seminarium duchownym oraz misjonarz. 2 lutego 1892 w tym samym mieście przyjął święcenia kapłańskie, zachowując celibat. 12 maja 1902 otrzymał godność protoprezbitera. 10 grudnia 1910 złożył wieczyste śluby zakonne. 16 stycznia 1911 miała miejsce jego chirotonia na biskupa priłuckiego, wikariusza eparchii połtawskiej. 13 listopada 1915 przeniesiony do eparchii orenburskiej jako jej wikariusz z tytułem biskupa czelabińskiego, zaś w 1915 został biskupem omskim i pawłodarskim. W 1918 podniesiony do godności arcybiskupiej.
W listopadzie 1918 stanął na czele tymczasowego Wyższego Zarządu Cerkiewnego Syberii, który miał zarządzać strukturami Rosyjskiego Kościoła Prawosławnego na ziemiach zajętych przez wojska adm. Kołczaka do momentu odzyskania łączności terytorialnej z Moskwą, a tym samym z patriarchą. Po zdobyciu Omska przez Armię Czerwoną został aresztowany w 1919. 26 lutego 1920 zamordowany w więzieniu.
W 2000 kanonizowany jako jeden z Soboru Świętych Nowomęczenników i Wyznawców Rosyjskich.
Jego prawdopodobny grób został przypadkowo odkryty w 2005, w czasie prac nad odbudową soboru Zaśnięcia Matki Bożej w Omsku. Relikwie świętego arcybiskupa są wystawione dla kultu w tejże świątyni.